# Galerie de Savoie
Pour un article plus général, voir Musées royaux de Turin.
 (avril 2025).
La galerie de Savoie (en italien : Galleria Sabauda), à Turin, est un musée d'art moderne et l'une des principales et prestigieuses pinacothèques d'Italie.
Elle a d'abord été accueillie dans les locaux du palais de l'Académie des sciences (en italien : Palazzo dell'Accademia delle Scienze). En 2014, elle a été déplacée à son nouveau siège dans la nouvelle aile de Palais royal.

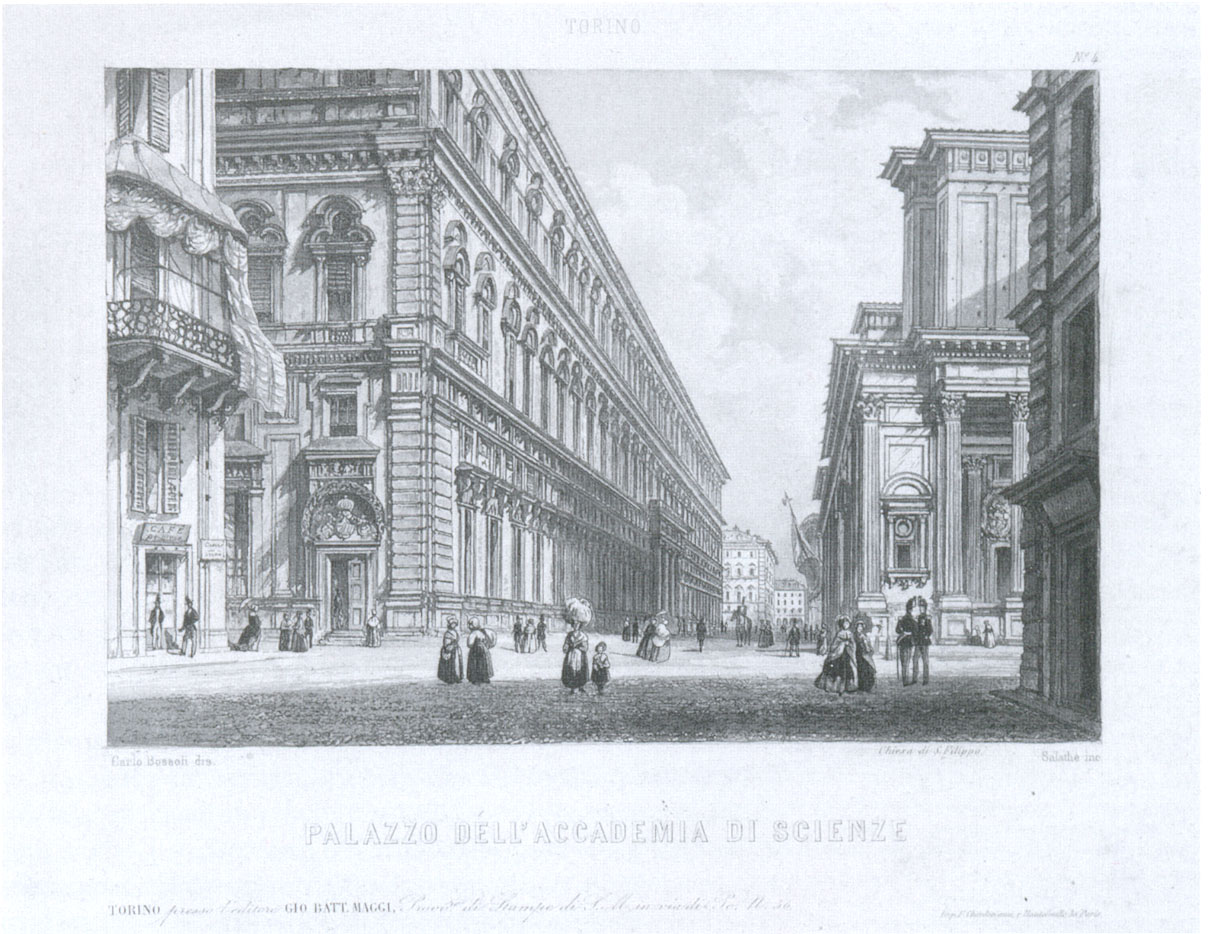
Palazzo dell'Accademia delle Scienze.

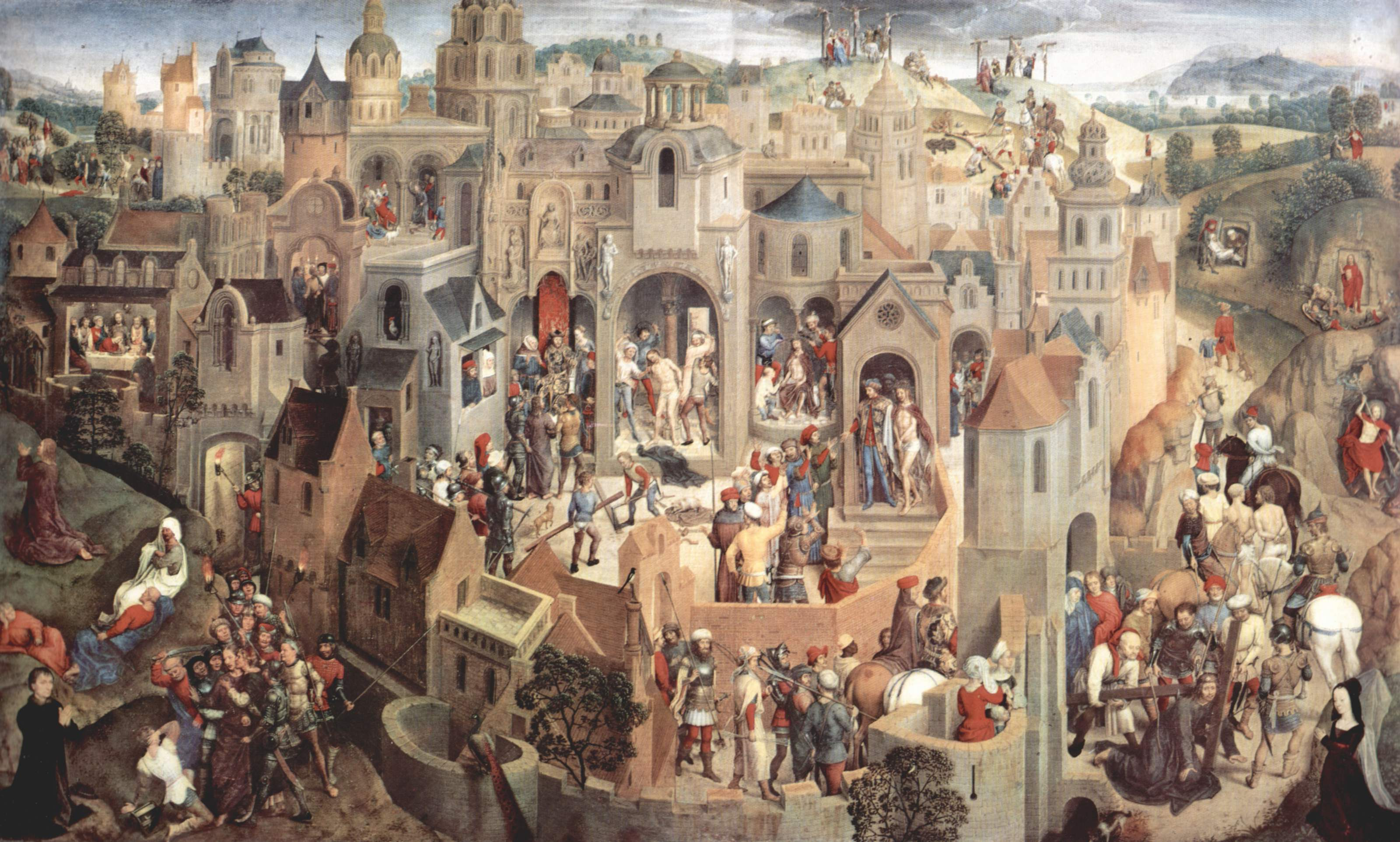
Les Scènes de la Passion du Christ de Hans Memling (1471).

## Histoire
La galerie est instituée par le roi Charles-Albert de Sardaigne, le 2 octobre 1832 (jour anniversaire) et nommée Galerie royale (en italien : Reale Galleria) dans les salles du palais Madame de Turin.
Son premier directeur fut Roberto d'Azeglio, nommé en 1836, et qui y a réuni 365 œuvres provenant du Palais royal de Turin, du palais Carignan de Turin et du palais des Doges de Gênes.
En 1865, Massimo d'Azeglio qui succède à son frère Roberto, réalise le transfert des collections au deuxième étage du Palazzo dell'Accademia delle Scienze (lequel a été édifié en 1679 d'un projet de Guarino Guarini comme Collegio dei Nobili).
En 1860, le roi Victor-Emmanuel II de Savoie en effectue la donation à la nation italienne, sous la responsabilité directe du ministère de l'Instruction publique.
En 1933, à l'occasion de son centième anniversaire, elle acquiert sa dénomination actuelle : Galleria Sabauda.
En 2014, elle a été déplacée à son nouveau siège dans la nouvelle aile de Palais royal.

## Œuvres exposées

### École piémontaise duXIVeauXVIesiècle
- Giovanni Martino Spanzotti, triptyque de la Madonna col Bambino e Santi Ubaldo e Sebastiano[Traduire passage]
- Defendente Ferrari, Polyptyque de Saint-Yves
- Macrino d'Alba, Madonna in adorazione del Bambino con angeli ; i santi Giuseppe, Giovanni Battista, Gerolamo, Solutore e un donatore[Traduire passage]
- Gerolamo Giovenone, retable Buronzo
- Gaudenzio Ferrari, crucifix

### École italienne duXIVeauXVIesiècle
- Fra Angelico, Madonna col Bambino[Traduire passage]
- Sandro Botticelli, Vénus pudique
- Piero Pollaiuolo, L'Archange Raphaël et Tobie
- Filippino Lippi, Les Trois Archanges avec Tobie
- Bronzino, Ritratto di Gentildonna[Traduire passage]
- Ambrogio Borgognone, Tableau de la Predicazione di Sant'Ambrogio et de la Consacrazione di Sant'Agostino[Traduire passage]
- Gerolamo Savoldo, Madonna col Bambino e santi Francesco e Gerolamo[Traduire passage]

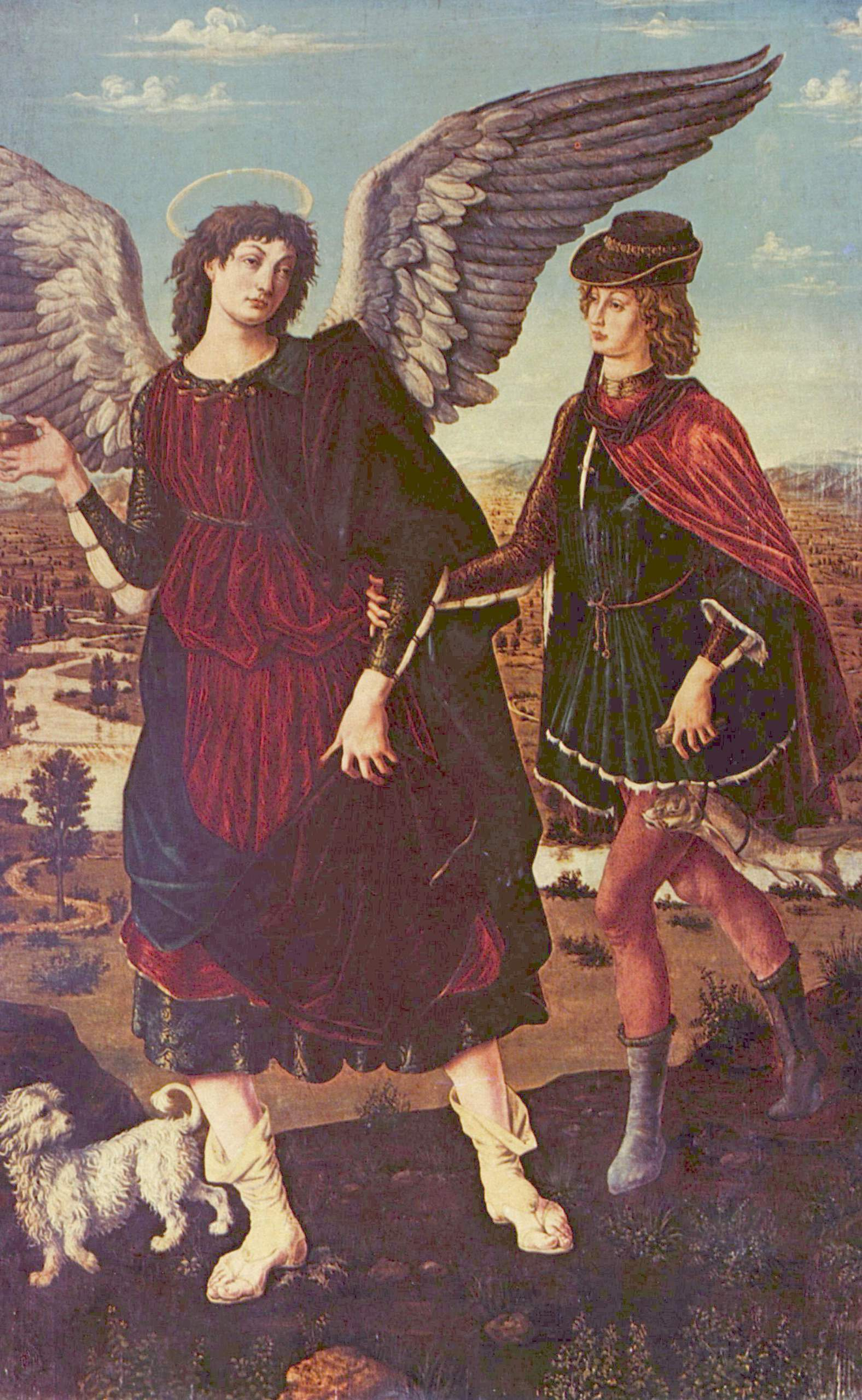
Pollaiolo, L'Archange Raphaël et Tobie (Pollaiuolo).
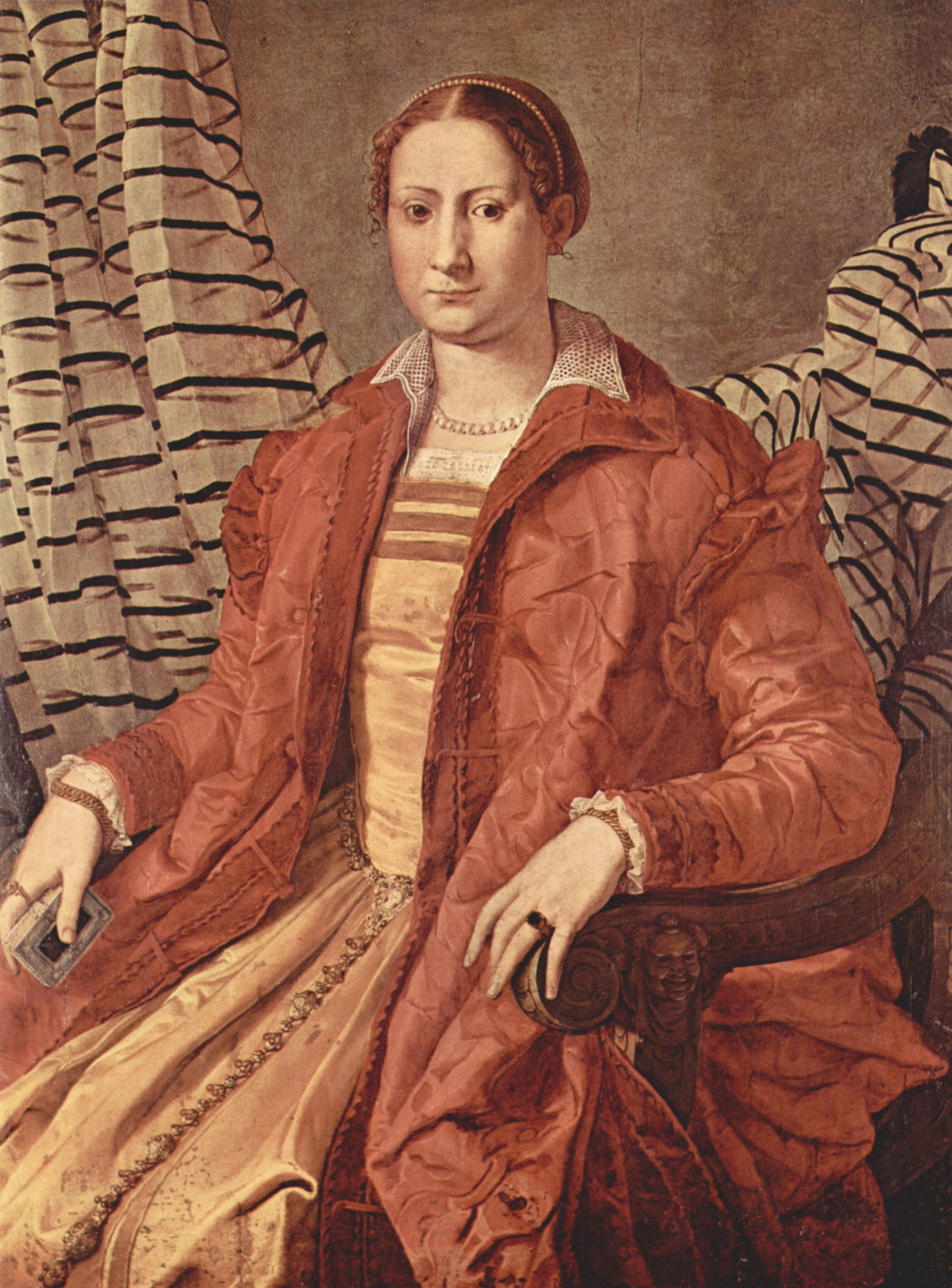
Bronzino, Ritratto di Gentildonna[Traduire passage].
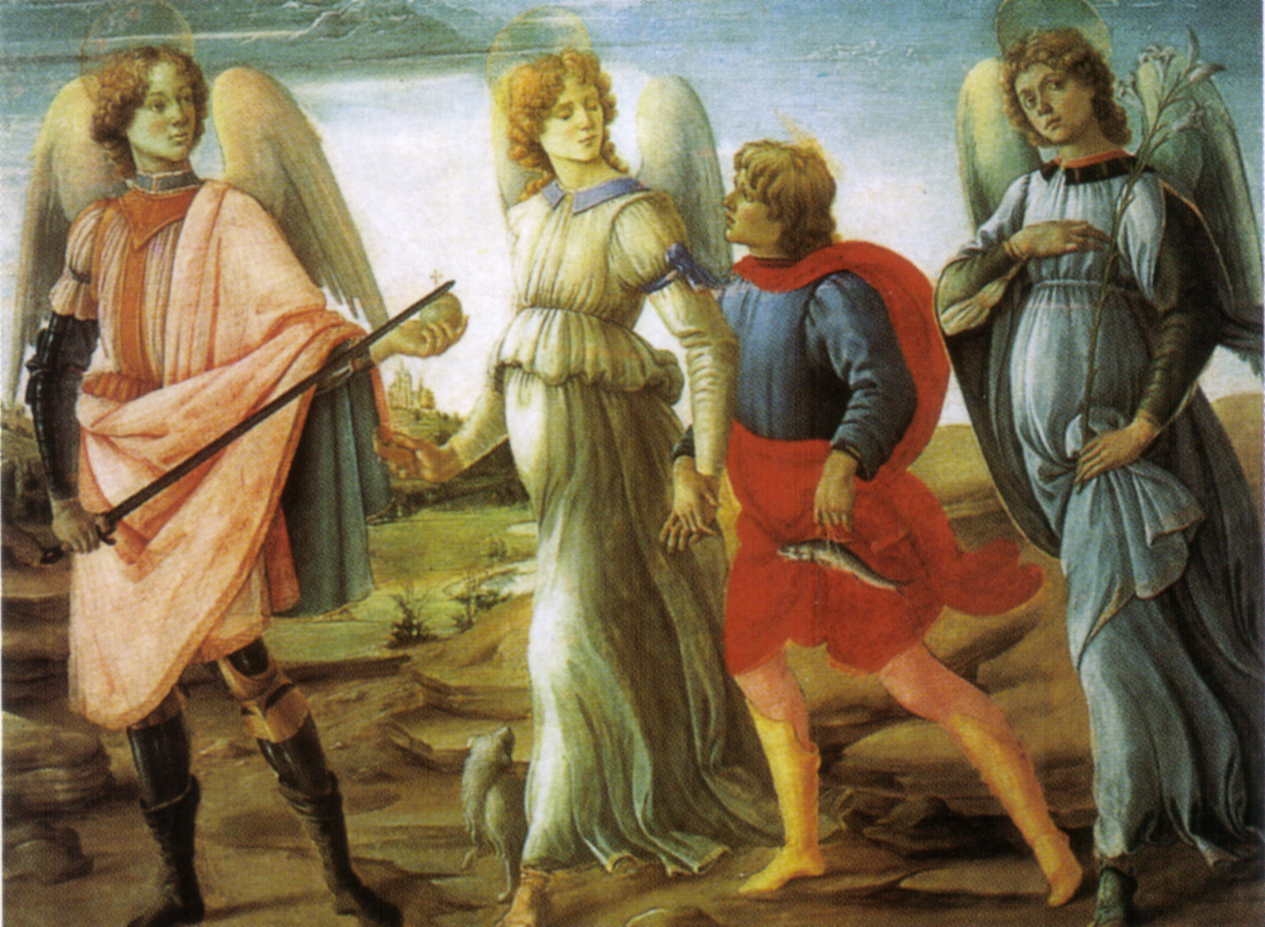
Filippino Lippi, Les Trois Archanges avec Tobie.

### XVIIesiècle
École française
- Claude Vignon, Saint-Paul apôtre

École italienne
- Antiveduto Grammatica : Le Joueur de luth, (après 1610)[1].

### Les écoles de peintures flamande et hollandaise
La collection de peintures flamandes et hollandaises s'est constituée à partir de celle du prince Eugène.
- Jan Van Eyck, Saint François recevant les stigmates
- Petrus Christus, Vierge à l'Enfant
- Hans Memling, Scènes de La Passion du Christ
- Rembrandt, Portrait de vieillard
- Gérard Dou, Jeune femme à la fenêtre
- David Teniers le Jeune, Joueur de cartes

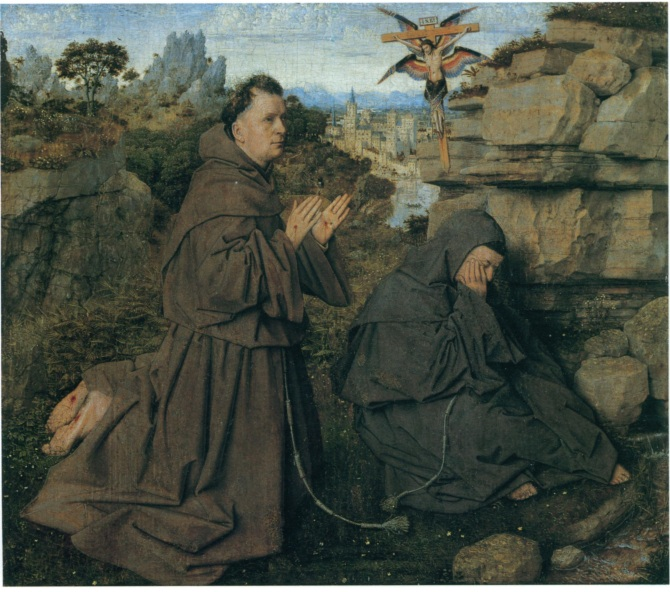
Saint François recevant les stigmates, Jan Van Eyck

### Collection princière: deEmmanuel-Philibert de SavoieàCharles-Emmanuel Ierde Savoie(1559 -1630)
- Rogier Van der Weyden, Triptyque de l'Annonciation (panneaux latéraux)
- Francesco Bassano l'Ancien, Il ratto delle Sabine[Traduire passage]
- Veronese, La cena in casa del Fariseo[Traduire passage]
- Tintoretto, La Trinità[Traduire passage]
- Orazio Gentileschi, Annunciazione[Traduire passage]
- Tanzio da Varallo, Giacobbe e Rebecca[Traduire passage]
- Rubens, Dejanira tentata dalla Furia - Hercule dans le jardin des Hespérides

### Collection princière: deVictor-Amédée Ierde SavoieàVictor-Amédée II de Savoie(1630-1730)
- Guido Reni, Apollo che scortica Marzia[Traduire passage]
- Le Guerchin, Erodiade che suona il liuto[Traduire passage]
- Francesco Cairo, Erodiade con la testa del Battista[Traduire passage]
- Antoine van Dyck, Portrait équestre du prince Thomas de Savoie-Carignan et Les Fils de Charles d'Angleterre
- Sebastiano Ricci, Susanna davanti a Daniele[Traduire passage]

### Collection princière: deCharles-Emmanuel II de SavoieàCharles-Félix de Savoie(1730-1831)
- Bernardo Bellotto, Veduta di Torino dai Giardini Reali et Veduta del vecchio ponte sul Po a Torino[Traduire passage]

### CollectionRiccardo Gualino(donation privée avec condition d'exposition)
- Duccio di Buoninsegna, Madone Gualino
- Matteo da Gualdo (attribué à), San Gerolamo
- Veronese, Venere e Marte con Cupido[Traduire passage]

## Images

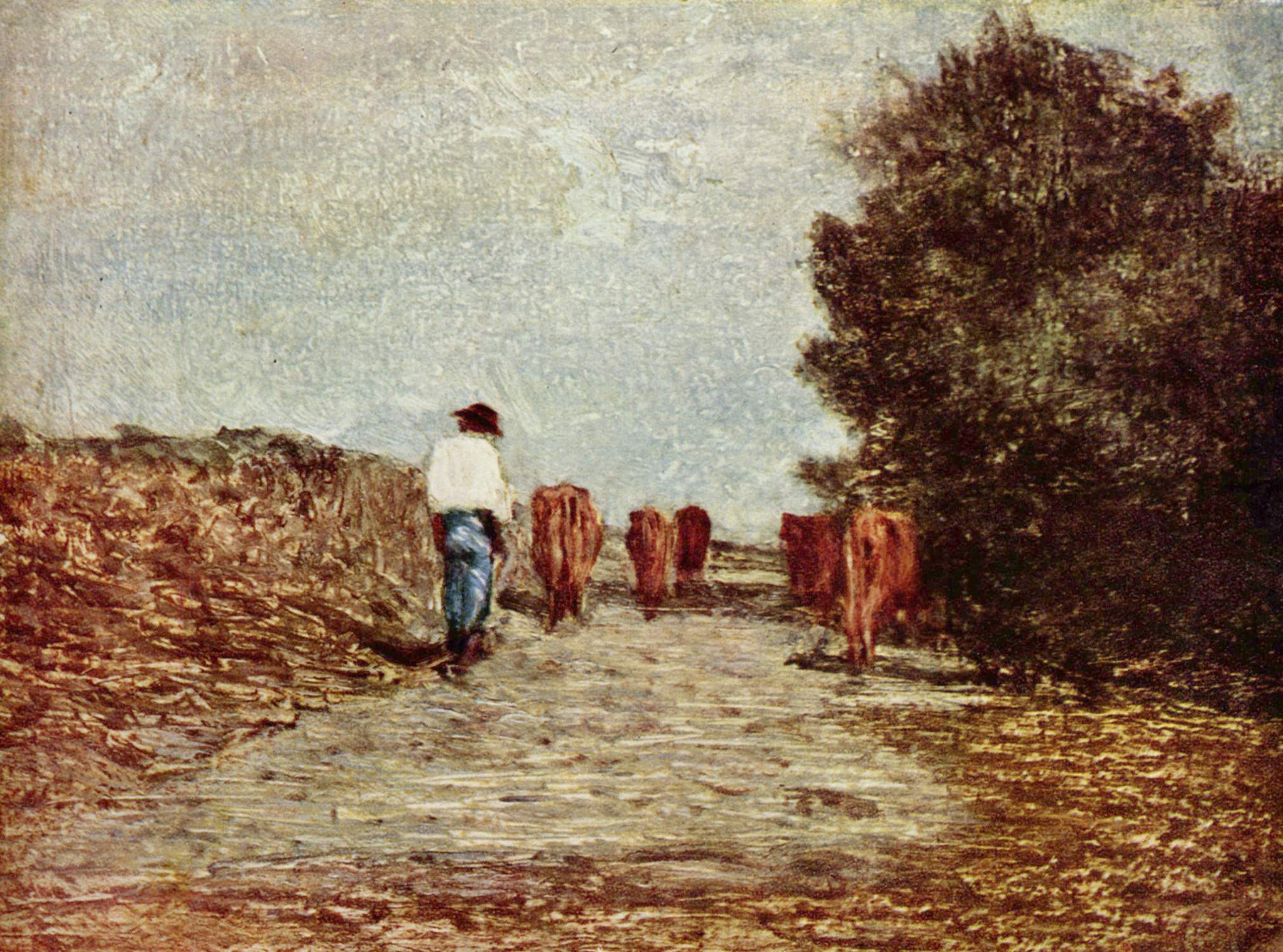
Antonio Fontanesi (XIXe)
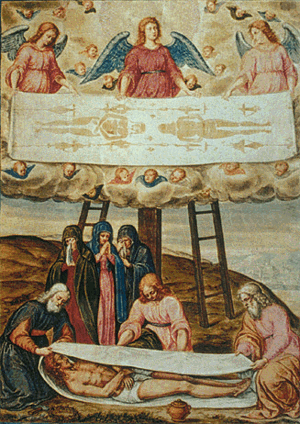
Giovanni Battista della Rovere
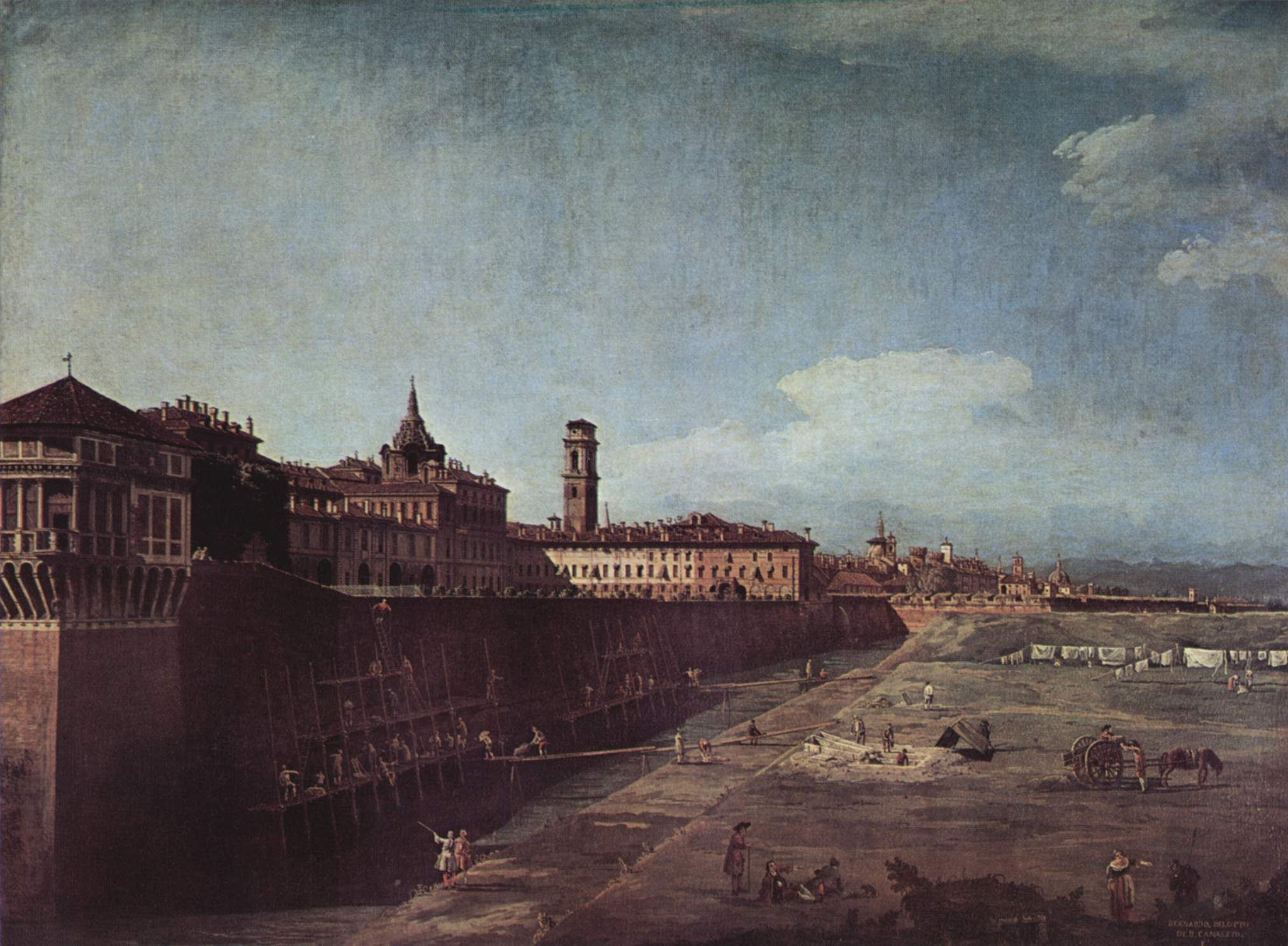
Bernardo Bellotto, Veduta di Torino dai Giardini Reali
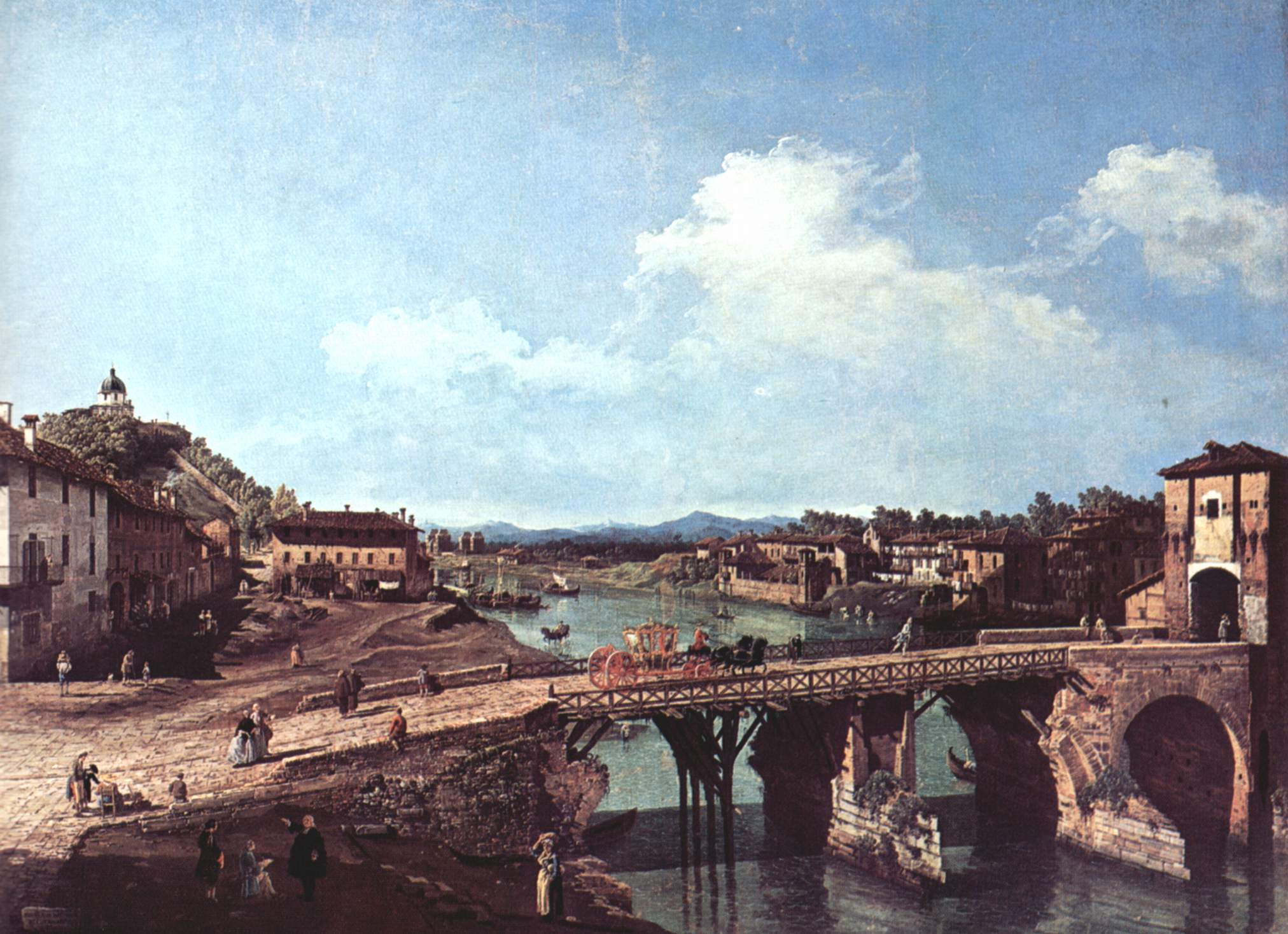
Bernardo Bellotto (1745), Veduta del vecchio ponte sul Po a Torino
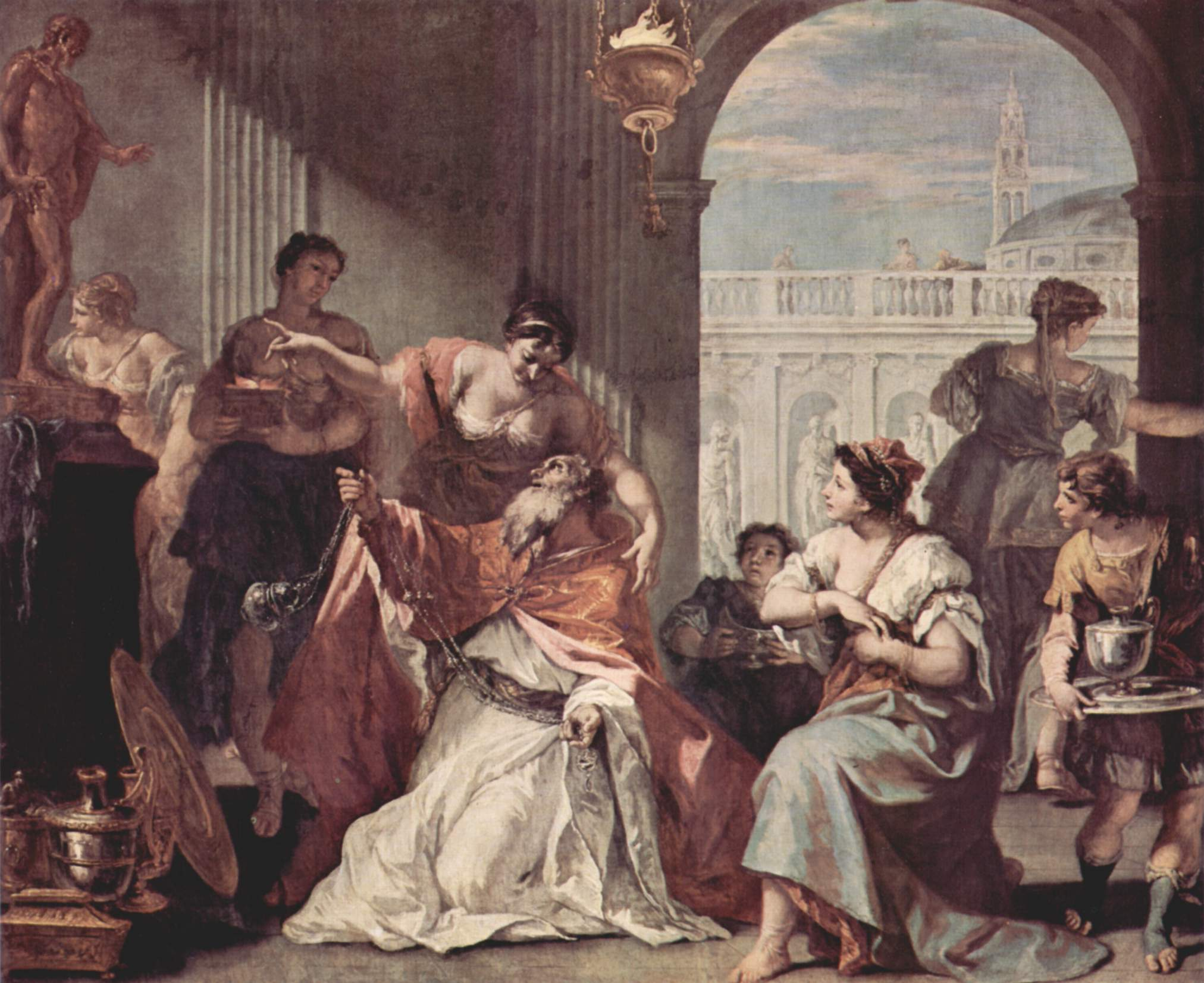
Sebastaiano Ricci, Re Salomone adora gli idoli
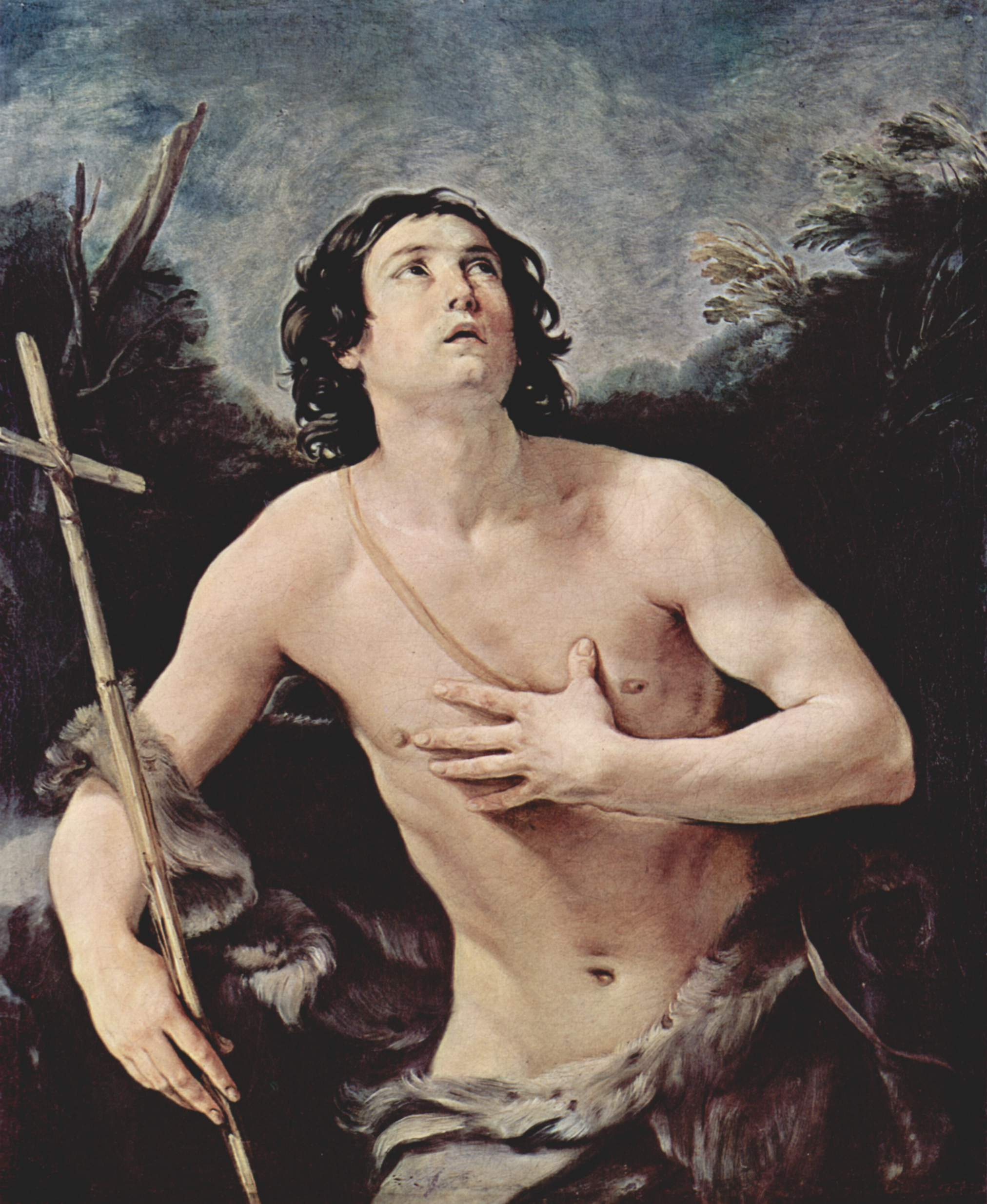
Guido Reni Saint-Jean-Baptiste
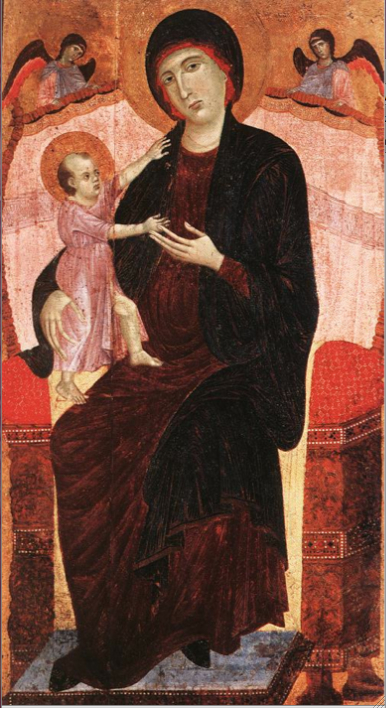
Vierge au Trône avec deux anges, de Duccio
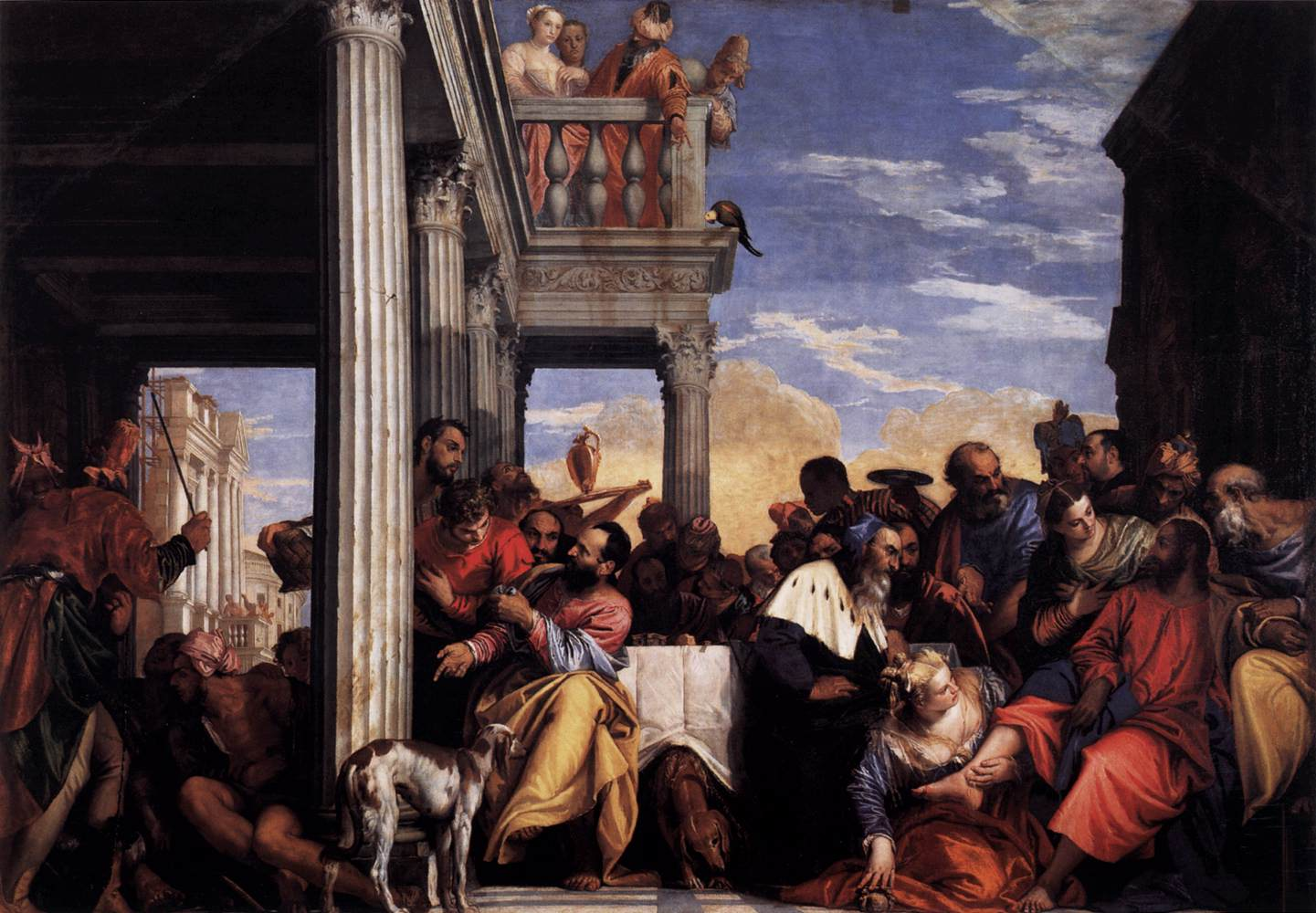
Fête dans la maison de Simon, par Véronèse